# Магнус Ладулос
Магнус Ладулос (на шведски: Magnus Ladulås) е крал на Швеция от 1275 до 1290 г.

## Произход
Според източници от XIII век Магнус Ладулос е син на основателя на Стокхолм Биргер Ярл.

## Управление
През 1280 г. на остров Алсньо на езерото Меларен той обещава пред събрание на светските властимащи в кралството да освободи от данъци „онези, които служат като рицари с доспехи и на коне“. По време на управлението му старата родова аристокрация прераства в кралска аристокрация, създават се нисши благородници като военно съсловие, имащо бойни и рицарски задължения. Незначителна роля в обществото играят селяните и гражданите. В страната временно бива въдворено спокойствие относно кралската династия и биват прекратени кървавите стълкновения, завършващи с убийство на стария владетел и синовете му.
Магнус Ладулос не успява да превърна изборната монархия в наследствена въпреки опитите си, които включват екзекуция на свои противници през 1280 г. Увеличава се значението на църквата в обществото. Решения за държавната политика биват взимани от имперски съвет, в който участват най-могъщите мъже от църквата и администрацията. Кралят получава правото да разполага с природните богатства по подобие на кралете от Континентална Европа. За разлика от предишни владетели на Швеция, Магнус Ладулос осигурява добри отношения със съседните страни и насърчава търговията с немските градове.
Гробът на Магнус Ладулосе, който приживе страда от хронично белодробно заболяване или сърдечна недостатъчност, се намира в църквата „Ридархолм“ в Стокхолм, където той е погребан по собствено желание и освен него са погребани и съпругата му кралица Хелвиг, дъщеря им Рикиса и един негов внук по линия на мъжки наследник. Там са погребани и още трима души.

## Наследници
Първородният син, Биргер, е определен за наследник на трона, но това е оспорено от втория брат Ейрик. През 1304 г. Ейрик и третия брат, Валдемар, с датска помощ организират въстание срещу Биргер, който бива подкрепен от Тиргилс Кнутсон. С помощта на Кнутсон синът на Биргер, Магнус, е избран за престолонаследник.
В края на 1307 г. Биргер и съпругата му са похитени от Ейрик и Валдемар в кралския двор в Хатуна и са заточени в укрепения кралски замък Нюкшьопингхюс. През 1317 г. Биргер използва коледно тържество, за да плени двамата си братя. Избухва гражданска война. През 1318 г. Ейрик и Валдемар са убити по време на пленничеството си. На 8 юли 1319 г. регентът Матс Кетилмундсон коронясва върху камъка в Мора тригодишния син на Ейрик, Магнус VII Ейриксон, за нов крал на Швеция, който от 8 май същата година е и крал на Норвегия.
Този избор на крал представлява рождената дата на шведската благородническа демокрация. На 8 юли 1319 г. е написана Шведската „Магна Харта“, по силата на която кралят се задължава при акта на избора да направи „кралско обещание“ да спазва свободите на аристокрацията и църквата.